# Tamar (synowa Judy)

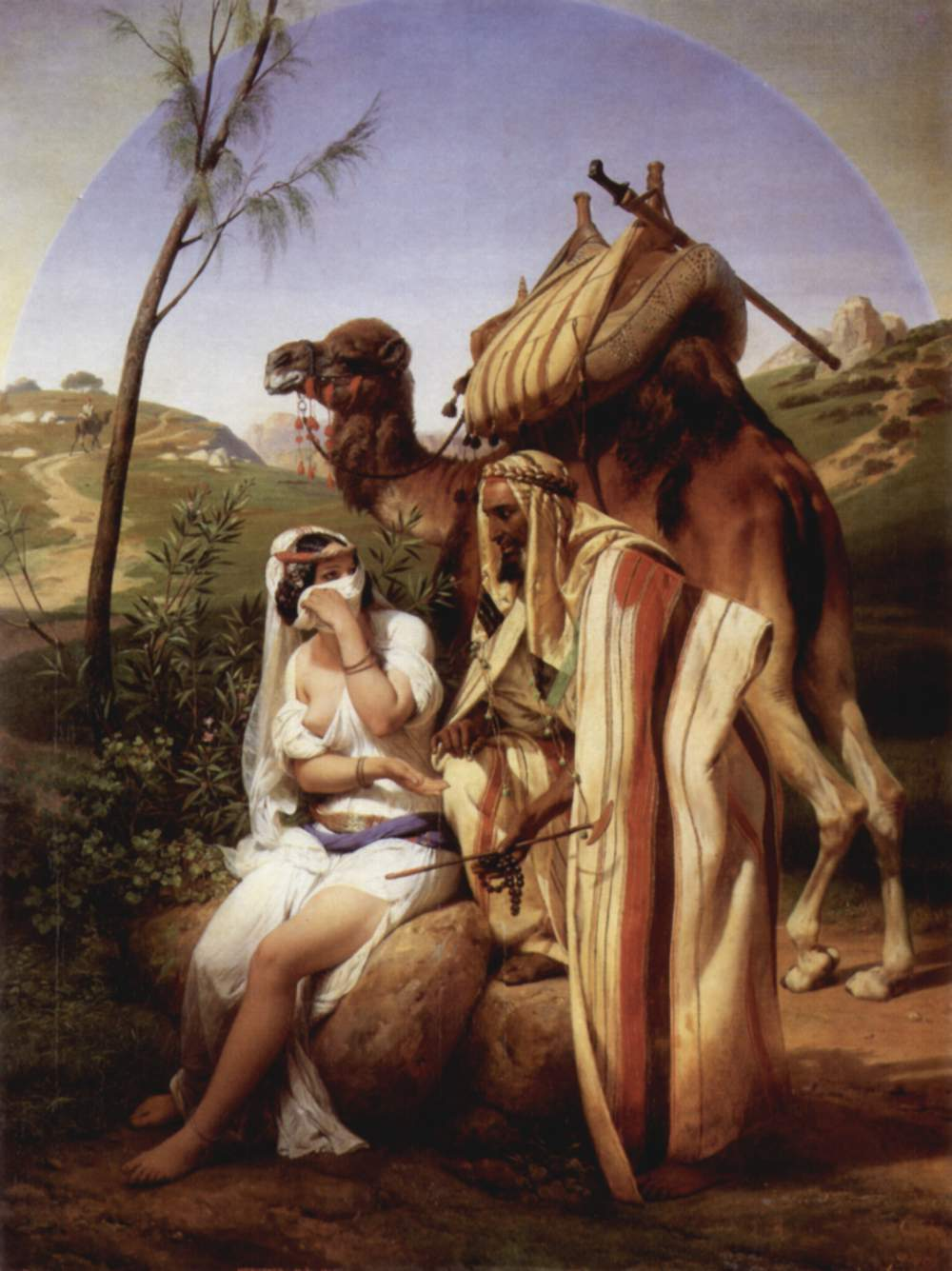
„Juda i Tamar” – obraz Horacego Vernet

Tamar (hebr. תָּמָר) – postać biblijna występująca w Księdze Rodzaju.

## Życiorys
Księga Rodzaju podaje, że wkrótce po sprzedaniu do niewoli swojego brata Józefa, Juda opuścił swoich braci i udał się do miasta Adullam. Tam ożenił się z córką Kananejczyka, noszącego imię Szua. Miał z nią dwóch synów o imionach Er i Onan. Gdy synowie dorośli wziął dla Era żonę o imieniu Tamar. Jednak Er zmarł nie zdążywszy spłodzić potomstwa, a jego śmierć, według Biblii była karą za grzechy. Wówczas zgodnie z prawem lewiratu, Juda rzekł do drugiego syna Onana: „Idź do żony twego brata i dopełnij z nią obowiązku szwagra, a tak sprawisz, że twój brat będzie miał potomstwo”. Jednak Onan wiedząc, że potomstwo przez niego spłodzone nie będzie uznane za jego, lecz brata, unikał zapłodnienia podczas stosunku z Tamar. To postępowanie spowodowało gniew Boga i śmierć Onana.
Po śmierci drugiego syna Juda obiecał Tamar, że obowiązku wynikającego z prawa lewiratu dopełni jego trzeci syn Szela, gdy dorośnie, jednak nie dotrzymał obietnicy. Po śmierci żony, Juda udał się do miasta Timna, gdzie strzyżono jego owce. Gdy o jego podróży dowiedziała się Tamar, także udała się w tamtym kierunku. Wiedziała, że Juda nie zamierza dotrzymać obietnicy dotyczącej jego syna Szeli, a wynikającej z prawa lewiratu. Postanowiła dojść swego prawa na drodze podstępu. Przebrana nie do poznania usiadła przy bramie wiodącej do miasta Enaim. Kiedy Juda tamtędy przejeżdżał nie rozpoznał jej, gdyż twarz miała zasłoniętą. Wziął ją za prostytutkę świątynną i zaproponował koźlątko ze swojego stada w zamian za odbycie stosunku seksualnego. Tamar wyraziła zgodę, ale zażądała zastawu – jego sygnetu, laski i sznura (insygnia naczelnika szczepu). Kiedy, jakiś czas później Juda wysłał swojego przyjaciela Chirę, by dostarczył obiecane koźlątko i odebrał zastaw, ten nie mógł już jej znaleźć. Mieszkańcy miasta też nie słyszeli o żadnej nierządnicy sakralnej.
Po trzech miesiącach doniesiono Judzie, że jego synowa jest w ciąży. Juda oburzony tym, że Tamar dopuściła się „czynów nierządnych” nakazał ją niezwłocznie spalić. Wówczas ona posłała mu jego sygnet, sznur i laskę informując, że należą do mężczyzny, z którym współżyła. Juda rozpoznawszy swoje rzeczy zawstydził się i rzekł: „Ona jest sprawiedliwsza ode mnie, bo przecież nie chciałem jej dać Szeli, mojego syna”. Później cofnął swój rozkaz.
Tamar urodziła bliźniaki o imionach: Peres i Zerach.